# Języki wschodniej Ptasiej Głowy
Języki wschodniej Ptasiej Głowy (ang. East Bird’s Head languages) – niewielka grupa języków papuaskich używanych w prowincji Papua Zachodnia w Indonezji. Występują we wschodniej części półwyspu Ptasia Głowa. W wąskim ujęciu jest to rodzina obejmująca tylko trzy języki (bez północno-wschodniego fragmentu półwyspu).
Do języków wschodniej Ptasiej Głowy (właściwych, in. meyah-sougb) należą: meyah (meax, mansibaber), moskona (meningo), sougb (mantion/manikion). Wszystkie trzy tworzą rodzinę językową, przy czym moskona bywa uznawany za dialekt meyah. Bliski geograficznie język hatam jest odrębny od pozostałych języków regionu (zwykle omawia się go jako izolat); nie potwierdzono, by należał do tej samej grupy genetycznej. Odnotowano również wymierający (bądź wymarły) język mansim (borai), wyraźnie bliski językowi hatam, ale rzadko uwzględniany w klasyfikacjach języków papuaskich. Pewne zbieżności słownikowe sugerują związek między hatam-mansim a meyah i sougb (lecz niekoniecznie natury genetycznej). G. Reesink (2005, 2009) uznaje hatam-mansim za rodzinę językową odrębną od meyah-sougb.
Poszczególne odosobnione języki i rodziny Ptasiej Głowy nie są w oczywisty sposób spokrewnione (stwierdzone podobieństwa dają się wytłumaczyć jako cechy arealne). Pomimo bliskości typologicznej dzielą bardzo niewiele elementów leksyki. Wszystkie z nich wykazują wpływy okolicznych rodzin, a także pobliskich języków austronezyjskich. Języki wschodniej Ptasiej Głowy nie znalazły się w pierwotnej propozycji fyli zachodniopapuaskiej (H.K.J. Cowan), dopiero później (1960) Cowan uznał, że powinny być tu uwzględnione (jako „grupa wschodnia”), ale autor nie dysponował danymi nt. hatam-mansim. C.L. Voorhoeve (1987) również umieścił je pośród języków zachodniopapuaskich (bez hatam), lecz M. Donohue (2008) uważa, że taka ich przynależność jest słabo wykazana. M. Ross (2005) ulokował te języki w ramach rozszerzonej wersji rodziny zachodniopapuaskiej (o charakterze spekulatywnym), postulując bliższy związek z językami sentani oraz burmeso i tause.
Języki wschodniej Ptasiej Głowy zostały stosunkowo dobrze udokumentowane, w postaci opisów gramatyki i zbiorów materiałów tekstowych.